# Simon Hjalmarsson
Simon Hjalmarsson (* 1. Februar 1989 in Värnamo) ist ein schwedischer Eishockeyspieler, der seit 2022 bei Vaasan Sport in der Liiga unter Vertrag steht.

## Karriere
Simon Hjalmarsson begann seine Karriere als Eishockeyspieler in der Nachwuchsabteilung des Gislaveds SK, in der er bis 2005 aktiv war. Anschließend spielte der Flügelspieler vier Jahre lang für die Juniorenmannschaften des Frölunda HC, für dessen Profimannschaft er in der Saison 2007/08 sein Debüt in der Elitserien, der höchsten schwedischen Spielklasse, gab, in der er jedoch für seinen Verein nur ein einziges Spiel bestritt. Parallel zum Spielbetrieb mit Frölunda lief er von 2007 bis 2009 als Leihspieler für den Borås HC in der zweitklassigen HockeyAllsvenskan auf. Anschließend wurde er im KHL Junior Draft 2009 in der dritten Runde als insgesamt 51. Spieler vom HK Sibir Nowosibirsk ausgewählt. Bereits im NHL Entry Draft 2007 hatten ihn die St. Louis Blues in der zweiten Runde als insgesamt 39. Spieler ausgewählt. Von beiden Draftmannschaften wurde er in der Folgezeit jedoch nicht verpflichtet. Stattdessen lief er in der Saison 2009/10 für den Elitserien-Teilnehmer Rögle BK auf, mit dem er am Saisonende den Abstieg in die HockeyAllsvenskan hinnehmen musste.
Zur Saison 2010/11 wurde Hjalmarsson vom Luleå HF aus der Elitserien verpflichtet, für den er bis 2012 spielte. Anschließend spielte er zwei Jahre lang für den Linköpings HC.
Ab Juli 2014 stand er bei den Columbus Blue Jackets unter Vertrag und nahm am Trainingslager der Blue Jackets teil. Anschließend wurde er an das Farmteam aus der American Hockey League, die Springfield Falcons abgegeben. Hjalmarsson entschied sich gegen einen Wechsel in die AHL und wurde daher auf die Waiver-Liste gesetzt, um seinen Vertrag auflösen zu können. Mitte Oktober signalisierte er die Absicht, in die KHL zu wechseln, woraufhin sich der HK ZSKA Moskau die Transferrechte an Hjalmarsson vom HC Sibir Novosibirsk sicherte. Ende des Monats unterschrieb er einen Zweijahresvertrag beim ZSKA.
Nach dem Ende der Saison 2015/16 zog es ihn zurück in sein Heimatland, im Juni 2016 unterschrieb er beim Erstligaverein Frölunda HC, wo er bereits als Jugendlicher und zu Beginn seiner Profikarriere aktiv war. Mit den Frölunda Indians gewann er in den folgenden drei Jahren drei Mal die Champions Hockey League (2017, 2019 und 2020) sowie 2019 die schwedische Meisterschaft. Nach Ablauf seines Vertrages in Göteborg verließ er den Klub 2021 und wurde von den Graz 99ers aus der ICE Hockey League verpflichtet.

### International
Für Schweden nahm Hjalmarsson an der U18-Junioren-Weltmeisterschaft 2007 sowie der U20-Junioren-Weltmeisterschaft 2009 teil. Bei der U18-WM 2007 gewann er mit seiner Mannschaft die Bronze-, bei der U20-WM 2009 die Silbermedaille. Bei der Weltmeisterschaft 2013 in Stockholm und Helsinki war er Teil der Herren-Nationalmannschaft und gewann mit dieser die Goldmedaille.

## Erfolge und Auszeichnungen
- 2017 Champions-Hockey-League-Gewinn mit dem Frölunda HC
- 2019 Champions-Hockey-League-Gewinn mit dem Frölunda HC
- 2019 Schwedischer Meister mit dem Frölunda HC
- 2020 Champions-Hockey-League-Gewinn mit dem Frölunda HC

### International
- 2007 Bronzemedaille bei der U18-Junioren-Weltmeisterschaft
- 2009 Silbermedaille bei der U20-Junioren-Weltmeisterschaft
- 2013 Goldmedaille bei der Weltmeisterschaft
- 2014 Bronzemedaille bei der Weltmeisterschaft

## Karrierestatistik
(Legende zur Spielerstatistik: Sp oder GP = absolvierte Spiele; T oder G = erzielte Tore; V oder A = erzielte Assists; Pkt oder Pts = erzielte Scorerpunkte; SM oder PIM = erhaltene Strafminuten; +/− = Plus/Minus-Bilanz; PP = erzielte Überzahltore; SH = erzielte Unterzahltore; GW = erzielte Siegtore; 1 Play-downs/Relegation; Kursiv: Statistik nicht vollständig)

## Familie
Simon Hjalmarsson hat zwei Brüder – Erik und Gustav – die ebenfalls professionelle Eishockeyspieler sind.